# Église orthodoxe de Finlande

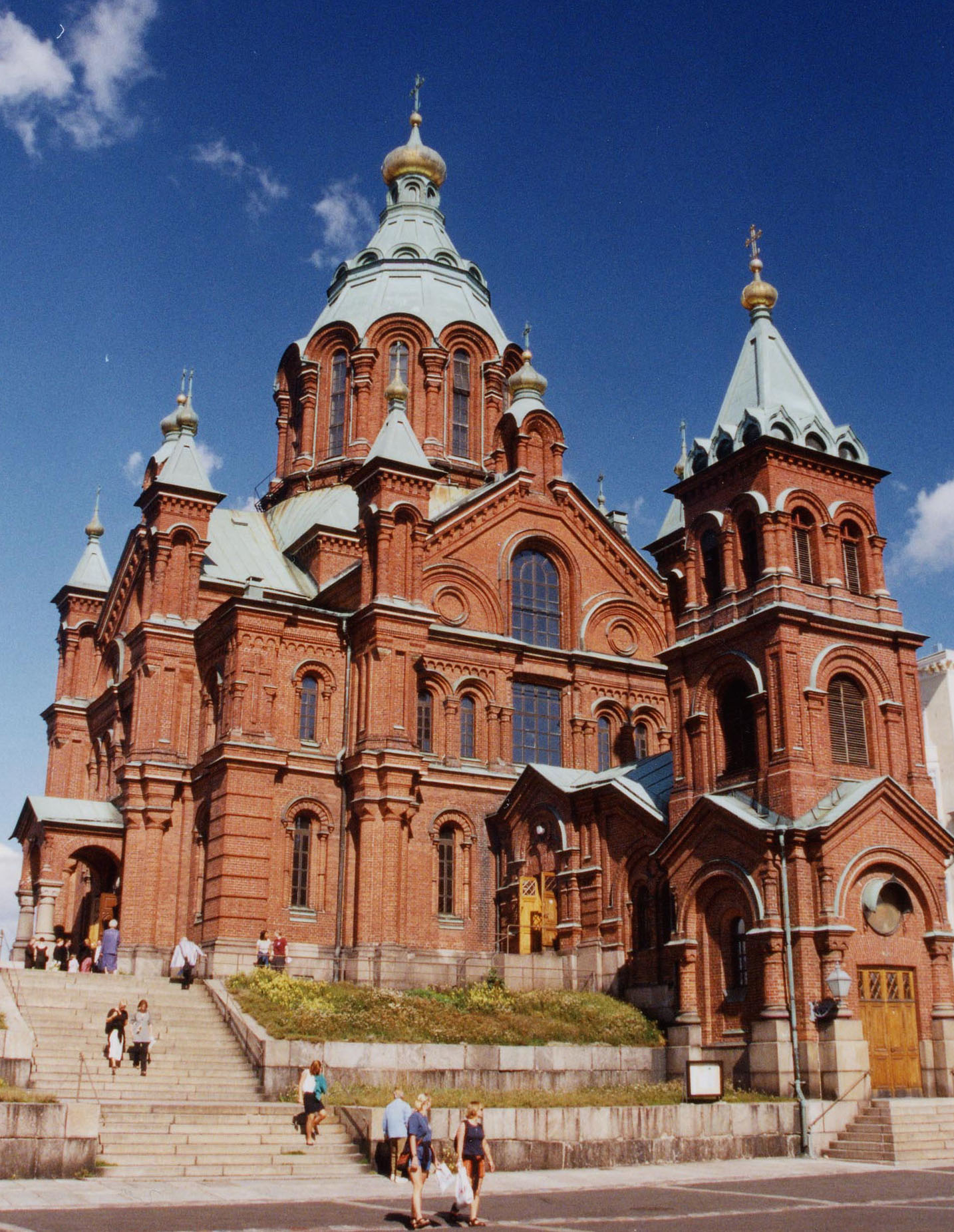
La Cathédrale Ouspenski à Helsinki

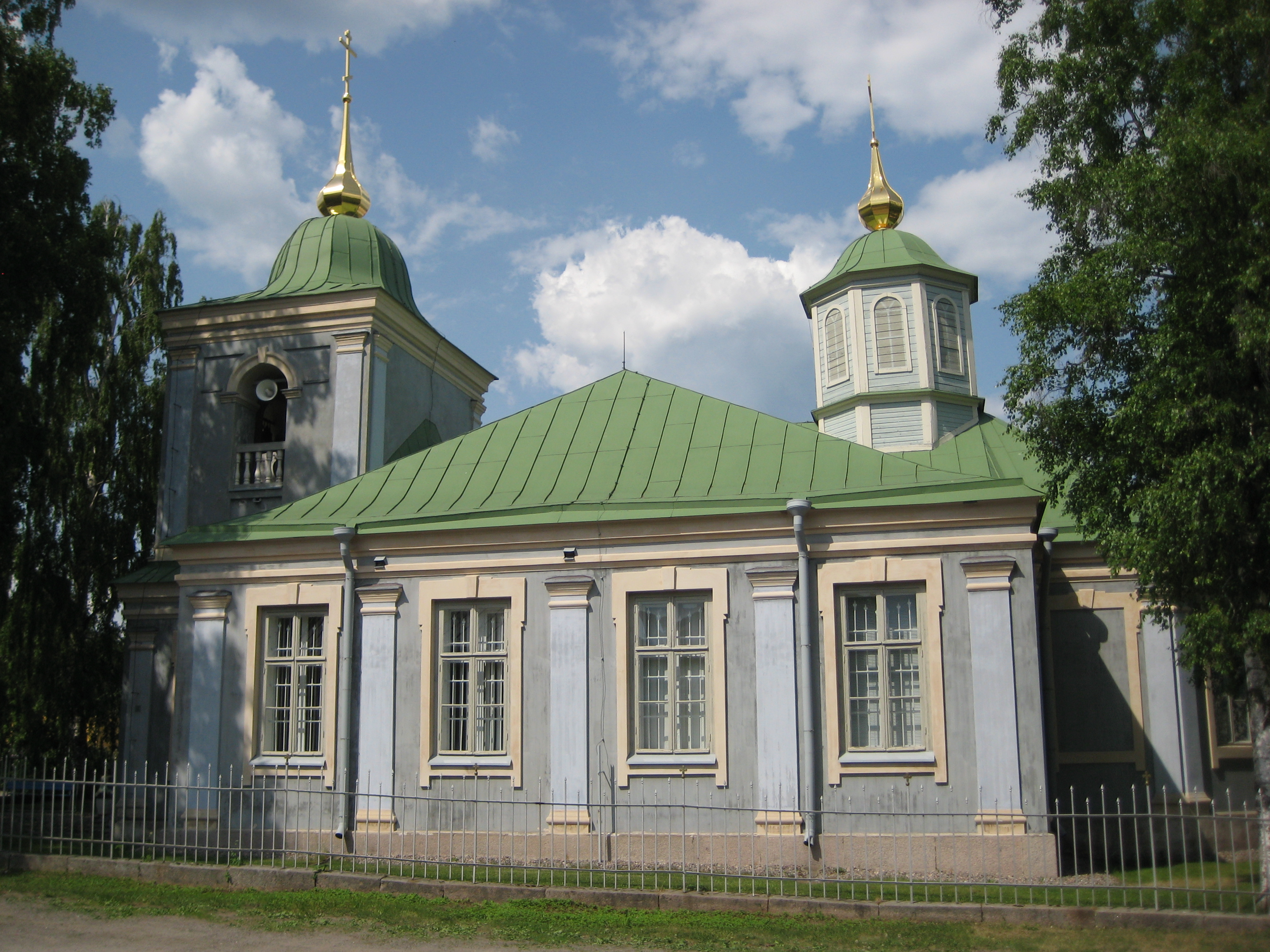
L'église orthodoxe de Lappeenranta.

L'Église orthodoxe de Finlande (en finnois : Suomen ortodoksinen kirkko ; en suédois : Ortodoxa kyrkan i Finland) est une juridiction autonome de l'Église orthodoxe rattachée canoniquement au Patriarcat œcuménique de Constantinople.
Le primat de l'Église porte le titre d'Archevêque de Carélie et de toute la Finlande, avec résidence à Kuopio (titulaire actuel : Léon, depuis le 25 octobre 2001).
L'Église orthodoxe est une des deux Églises nationales du pays avec l'Église évangélique-luthérienne de Finlande qui rassemble la majorité de la population.
En tant qu'Église nationale, l'Église orthodoxe de Finlande est financée largement par la collecte d'un impôt direct. Ses fêtes, comme celles de l'Église évangélique-luthérienne, sont reconnues par l'État : c'est la raison pour laquelle elle est la seule Église orthodoxe canonique à fêter Pâques selon le comput grégorien.

## Histoire

### Histoire de l'Église orthodoxe en Finlande
L'orthodoxie est la plus ancienne forme de christianisme en Finlande.
Elle s'est propagée dans le sud de la Finlande et dans la population de la Carélie autour du lac Ladoga par le commerce et d'autres contacts avec l'Orient, en partie par les Varègues et la République de Novgorod (1136-1478).
La fondation de monastères dans les îles du lac Ladoga (Monastère de Valaam, Monastère de Konevets en 1393) a largement contribué à la propagation de la foi orthodoxe en Finlande orientale, car ces monastères ont été d'importants centres missionnaires.
Pendant la domination russe au XIXe siècle, sous le Grand-duché de Finlande (1809-1917), l'orthodoxie est associée à l'élite dirigeante du pays.
Pourtant, de nombreux Finlandais ruraux, des Samis et des Caréliens étaient également membres de l'Église orthodoxe.

### Église orthodoxe autonome de Finlande
- 1918 : auto-proclamation de l'autonomie de l'Église orthodoxe de Finlande
- 1923 : autonomie de l'Église dans la juridiction du Patriarcat œcuménique de Constantinople
- 1958 : reconnaissance de l'autonomie de l'Église par le Patriarcat de Moscou
- 2018 : transfert du siège primatial à Helsinki[3]

## Organisation

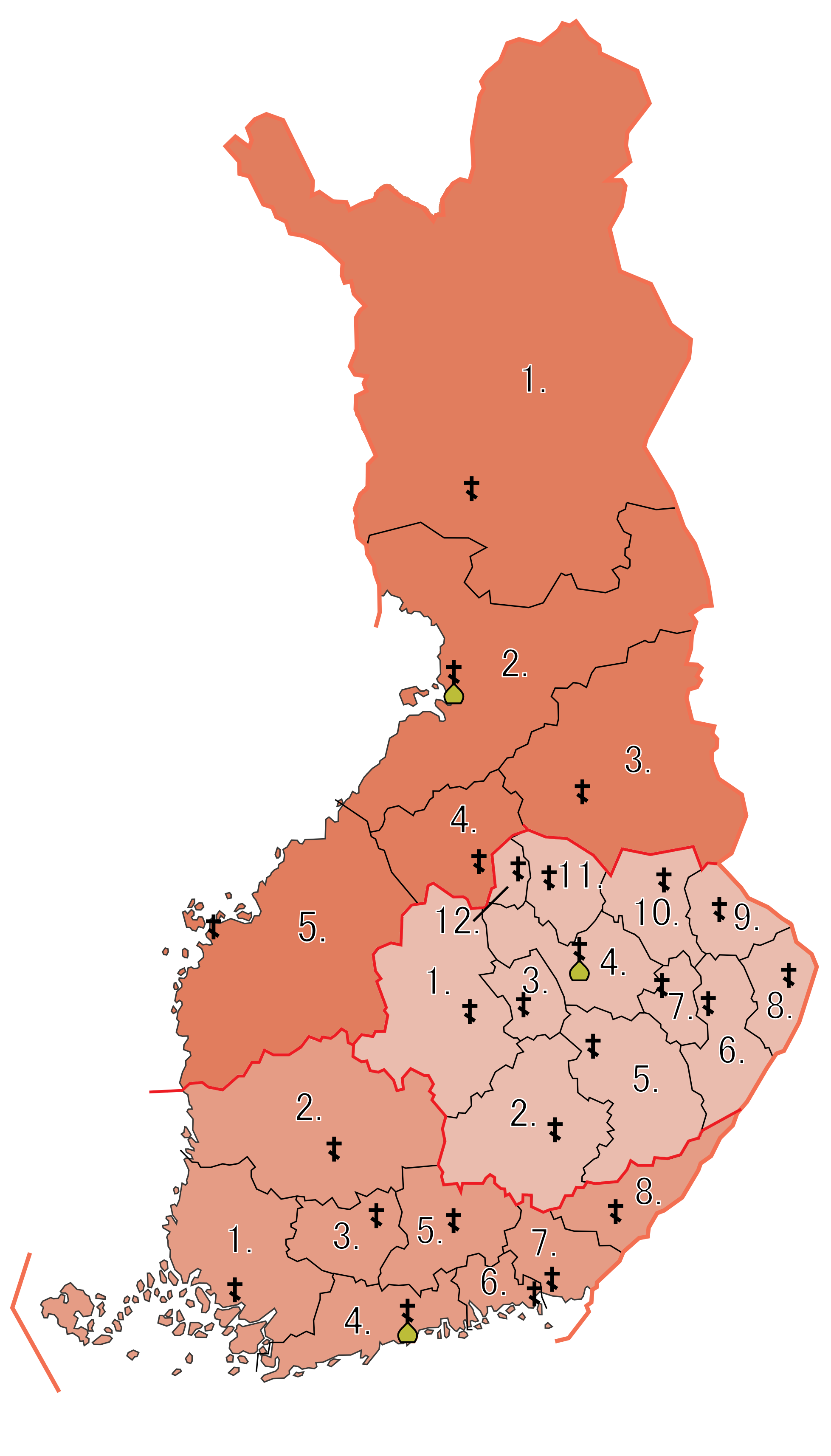
Diocèses et paroisses

En 2021, l'Église orthodoxe de Finlande compte un peu moins de 60 000 membres, soit environ 1% de la population finlandaise.
L'Église comprend trois métropoles (évêchés) :
- Archevêché de Carélie comprenant onze paroisses et environ 22 000 fidèles :

1. Kuopio (siège)
2. Jyväskylä
3. Mikkeli
4. Rautalampi
5. Varkaus
6. Joensuu
7. Liperi (Taipale)
8. Ilomantsi
9. Lieksa
10. Nurmes
11. Iisalmi

- Évêché d'Helsinki comprenant huit paroisses et environ 28 000 fidèles :

1. Helsinki (siège)
2. Turku
3. Tampere
4. Hämeenlinna
5. Lahti
6. Kotka
7. Hamina
8. Lappeenranta

- Évêché d'Oulu (établi en 1980) comprenant cinq paroisses et environ 10 000 fidèles (dont la communauté des Saamis Skolts, premiers chrétiens orthodoxes de Laponie) :

1. Oulu (siège)
2. Laponie
3. Kajaani
4. Kiuruvesi
5. Vaasa

Il existe une petite communauté orthodoxe finlandaise en Suède.

## Monachisme

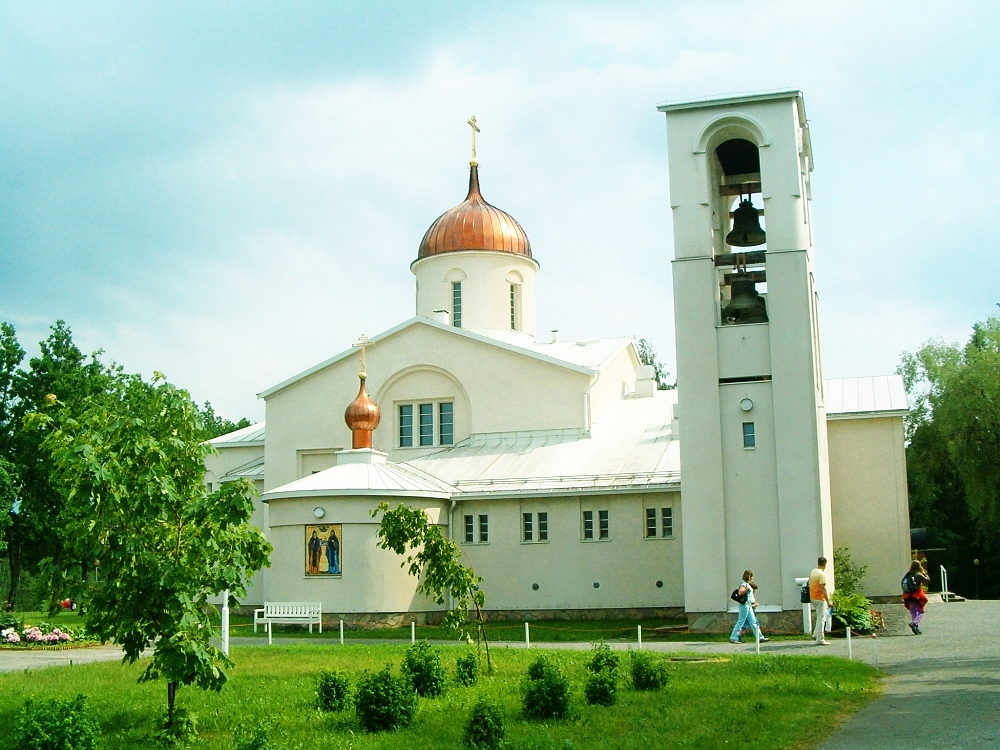
Monastère de Nouveau Valamo

L'Église compte deux monastères, un monastère masculin et un monastère féminin :
- le monastère de Nouveau Valamo (Valamon luostari) à Heinävesi a été créé après l'évacuation en février 1940 en Finlande orientale de 190 moines de l'ancien monastère de Valaam de Carélie lors de l'occupation soviétique de la région.
- le couvent de la Sainte Trinité de Lintula (Lintulan Pyhän Kolminaisuuden luostari) à Palokki est situé à 18 kilomètres du monastère du Nouveau Valamo.